# Église Notre-Dame-de-Lourdes de Singapour
L'église Notre-Dame-de-Lourdes est une église de l’Église catholique située sur Ophir Road dans la zone de planification de Rochor, dans le quartier central des affaires de Singapour.

## Histoire de l'église
L'église Notre-Dame-de-Lourdes a été consacrée et officiellement ouverte en 1888. Il s'agit de la première église catholique tamoule de Singapour. Le site de construction a été obtenu en 1885 et la pierre angulaire a été posée le 1er août 1886 par l'évêque Gasnier, D.D. et Sir Frederick A. Weld, G. C M. G lors d'une cérémonie officielle à laquelle ont assisté un certain nombre de religieux et de laïcs. Elle ressemble au sanctuaire de Notre-Dame de Lourdes, en France. À l'intérieur du bâtiment de l'église se trouve une grotte avec des statues grandeur nature représentant l'apparition de la Vierge à Sainte Bernadette.
Les messes y sont célébrées en anglais, en tamoul et en cingalais.
L'église Notre-Dame-de-Lourdes a été classée monument national le 14 janvier 2005. En tant que monument national, elle a reçu en 2016 un financement du National Monuments Fund, administré par le National Heritage Board, pour des travaux de rénovation.

## Architecture
En 2009, le bâtiment de l'église a fait l'objet de travaux de restauration pour ressembler à l'église d'origine, pour un budget de 1,75 million de dollars singapouriens. La restauration devrait se terminer en 2024.